# Stylidium inversiflorum
Stylidium inversiflorum este o specie de plante dicotiledonate din genul Stylidium, familia Stylidiaceae, ordinul Asterales, descrisă de Carlq.. Conform Catalogue of Life specia Stylidium inversiflorum nu are subspecii cunoscute.